# The Stapleton
Stapleton — шотландський інді-рок гурт з Глазго. Гурт утворився в квітні 1997 року. 
Вони випустили чотири студійні альбоми, два міні-альбомаи та кілька синглів. На сьогодні вони зіграли понад 300 концертів. Гурт співпрацював з кількома незалежними звукозаписними лейблами. Гурт підписав контракти з лейблами Xtra Mile Recordings, Велика Британія, та This Time Records, Японія.

## Історія

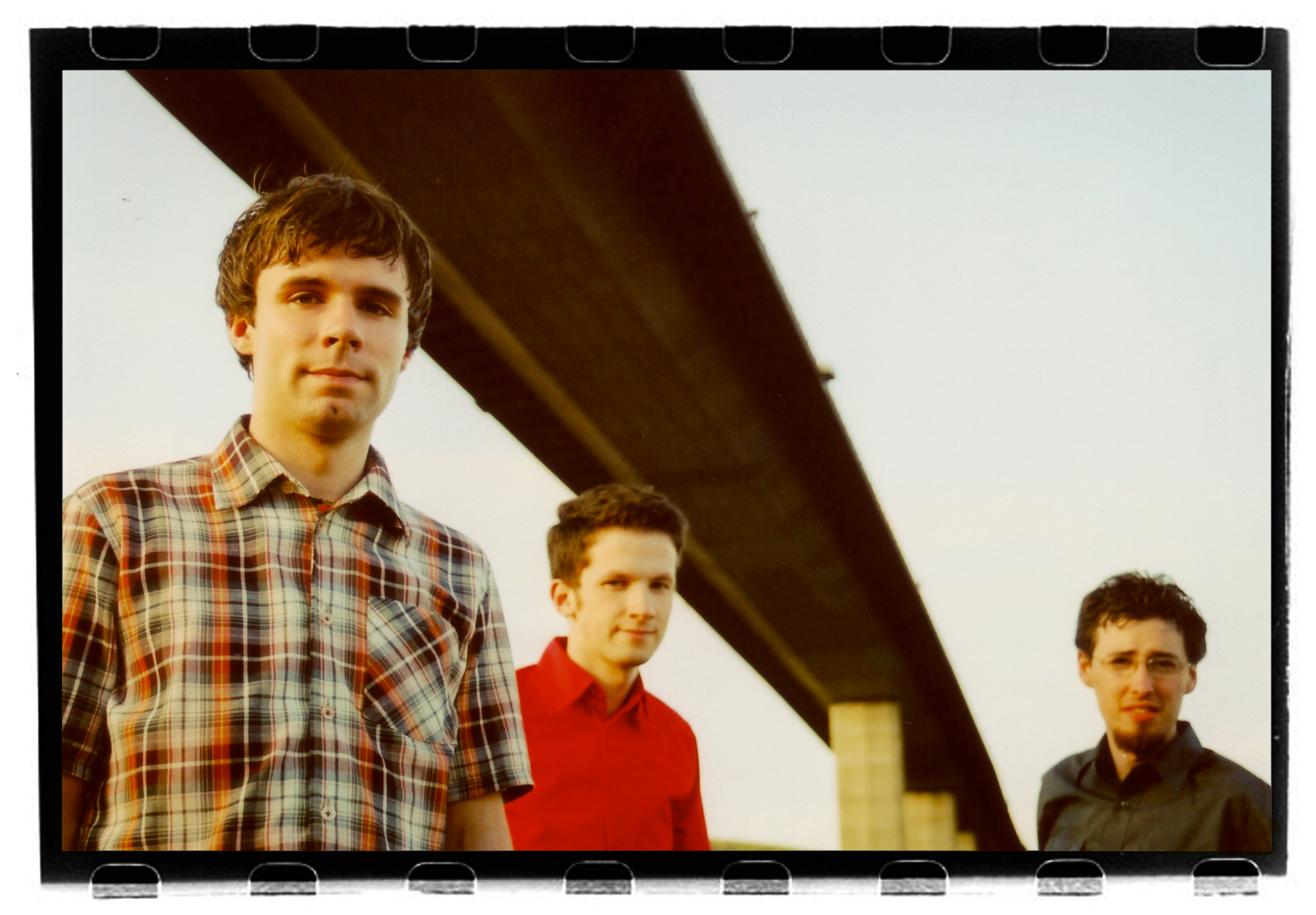
Stapleton, 2002

Гурт Stapleton вперше став відомим на незалежній музичній сцені Глазго наприкінці дев’яностих. 
Склад гурту: 
- Ендрю Кук (Andrew Cook) — гітара та вокал,
- Гордон Фаркухар (Gordon Farquhar) — ударні та перкусія,
- Алістер Пекстон (Alistair Paxton) — вокал та гітара,
- Ніко Вестстейн (Nico Weststeijn) — бас.

Перші концерти гурт зіграв разом із такими гуртами, як Karate, Bluetip, Dismemberment Plan і Les Savy Fav. Вони були невід’ємною частиною незалежної шотландської музичної сцени, яка також включала такі гурти, як Laeto, Sawyer, Idlewild, Aereogramme та Biffy Clyro. 
Починаючи з 2000 року гурт Stapleton почав частіше гастролювати.
У 2000 році гурт випустив дебютний студійний альбом «Rebuild The Pier» на англійському лейблі Year 3 Thousand Records. 
Альбом Rebuild The Pier був записаний протягом двох днів Річі Демпсі (Richie Dempsey), в Brill Building, Глазго, альбом отримав схвальні відгуки місцевої преси. Через декілька років альбом буде визнано новаторським, знаковим записом.
У 2001 році, на легендарному англійському лейблі Subjugation Records вийшов наступний альбом гурту, «On The Enjoyment of Unpleasant Places», отримав подібний статус одразу після випуску. Перші тиражі платівки були розпродані дуже швидко. Наступні тиражі випускались аж до 2004 року, коли було випущено перепаковану версію альбому On The Enjoyment of Unpleasant Places + Icy You.
У 2002 році гурт Stapleton випустив два мініальбоми: 
по-перше, мініальбом Icy You, що складається з пісень із сесій On The Enjoyment; 
по-друге, мініальбом Chez Chef, записаним у Лондоні, Петом Коллієром (Pat Collier) і Ларрі Хіббітом (Larry Hibbitt).
В цей час гурт Stapleton багато виступав, як на розігріві у більш відомих гуртів, наприклад, Idlewild, Snow Patrol і Hundred Reasons, так і у спільних турне з незалежними гуртами, такими як Lungfish, Weakerthans, Q and not U, Pedro The Lion, Tristeza і Burning Airlines. Саме на концертах з незалежним гуртом Burning Airlines, в Глазго, гурт Stapleton зав'язав відносини з музикантом, продюсером, звуко-інженером Джеймсом Роббінсом. 
У травні 2005 року, у балтіморській студії Роббінса, The Magpie Cage, гурт Stapleton записав свій третій альбом, Hug The Coast. Альбом Hug The Coast був випущений наприкінці 2005 року на лейблі Gravity Records. На обкладинці альбому розміщено арт-роботу Джессі Леду (Jesse LeDoux), який був номінований на Греммі. 
Гурт Stapleton продовжував гастролювати.
У травні 2008 року гурт записав свій четвертий альбом, Rest and be Thankful звуко-інженером був Робін Сазерленд (Robin Sutherland), давній друг гурту. Альбом був випущений на лейблі Xtra Mile Recordings. На підтримку альбому гурт здійснив короткий тур Великою Британією. Після чого гурт пішов на перерву.
Учасники гурту Stapleton активно виступають з іншими гуртами: Metronomes, Happy Particles, Avast! and Elements of the Seventies.

## Дискографія

### Студійні альбоми
- Rebuild the Pier (2000) Year 3 Thousand
- On The Enjoyment of Unpleasant Places (2001) Subjugation Records
- On The Enjoyment of Unpleasant Places + Icy You (2004) Gravity DIP Records
- Hug The Coast (2005) Gravity DIP Records
- Rest and be Thankful (2008) Xtra Mile Recordings

### Мініальбоми та спліт-сингли
- Acres & Yards  ('Mosh & Go' 7") released in October 2001 on Fierce Panda Records.
- The Boredom of Bread, The Fun of Cake (split CD with Beezewax) released in October 2001 on Biscay Records
- Icy You (EP) released in April 2002 on Gravity DIP Records
- Chez Chef (EP) released in December 2002 on Gravity DIP Records
- Happy Homes and the Hearts That Make Them / Northwest Corners (split 10" with Dartz!) released in April 2006 on Gravity DIP Records
- Sports Cars And Devil Worship on 'Souvenir', Cable tribute album released October 2006 on Signature Tune Records.